# Коминтерн (Татарстан)
Коминтерн — посёлок в Спасском районе Татарстана. Входит в состав Бураковского сельского поселения.

## География
Находится в юго-западной части Татарстана на расстоянии приблизительно 37 км по прямой на восток-северо-восток по прямой от районного центра города Болгар на берегу Куйбышевского водохранилища.

## История
Основан в 1920-х годах.

## Население
Постоянных жителей было: в 1938 — 183, в 1949 — 315, в 1958 — 753, в 1970 — 411, в 1979 — 297, в 1989 — 184, в 2002 — 102 (русские 89 %), 80 — в 2010.